# Brühl 13–15

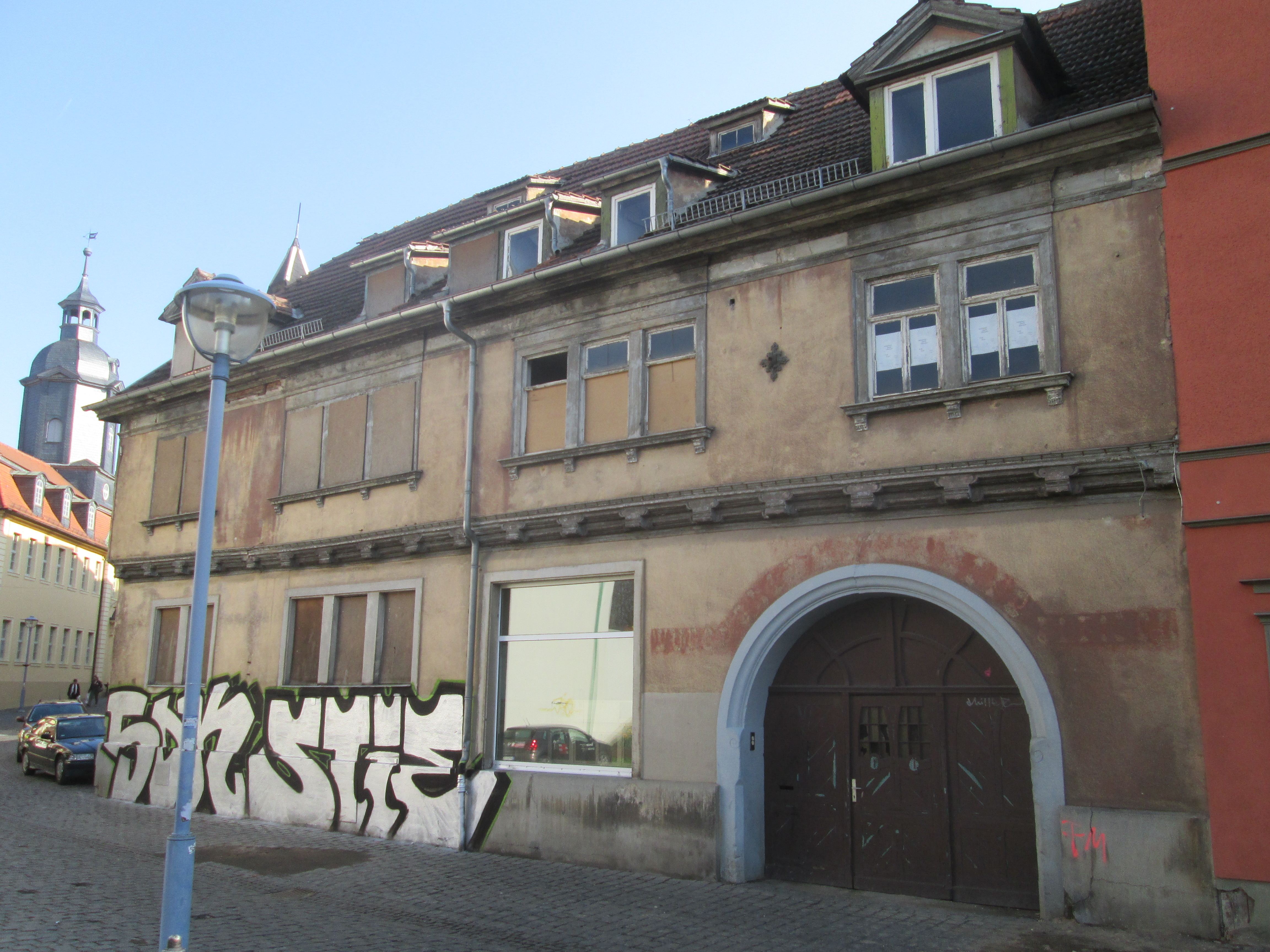
Brühl 13–15 (1622)

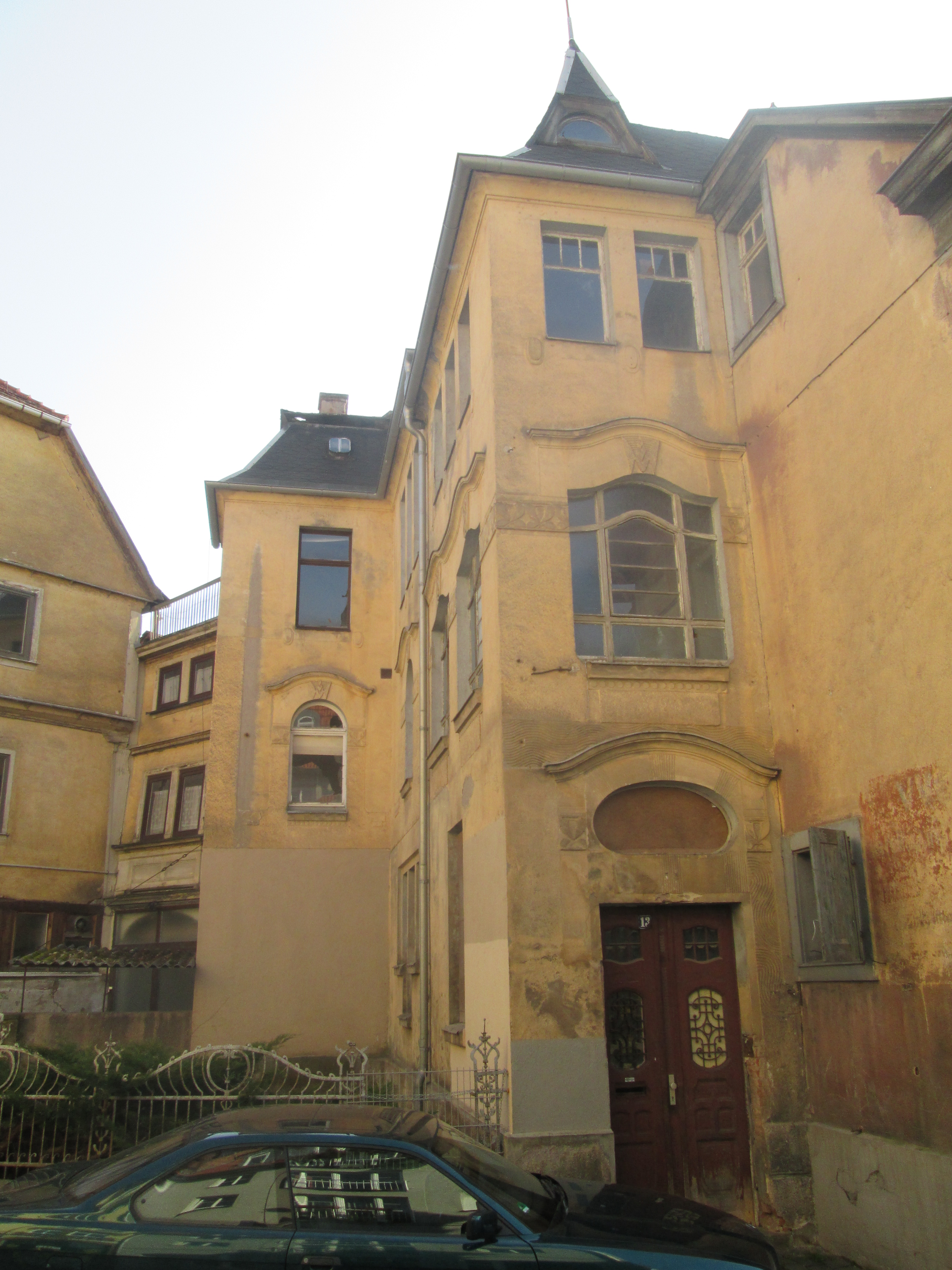
Seiteneingang Brühl 13 mit Jugendstil-Treppenhaus (ca. 1910)

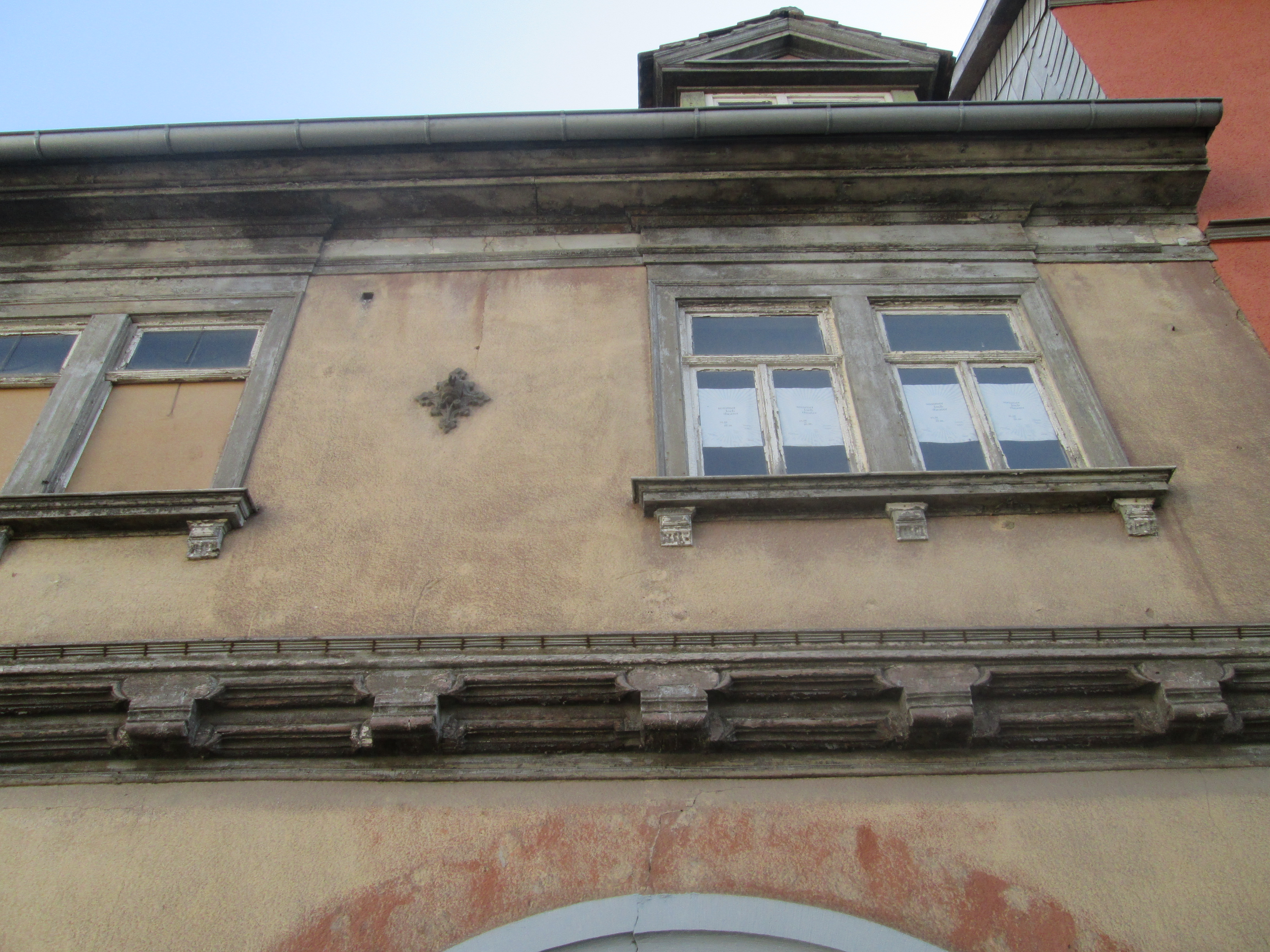
Fassadendetail

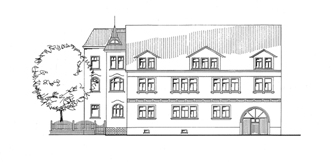
Fassadenplanung 2008

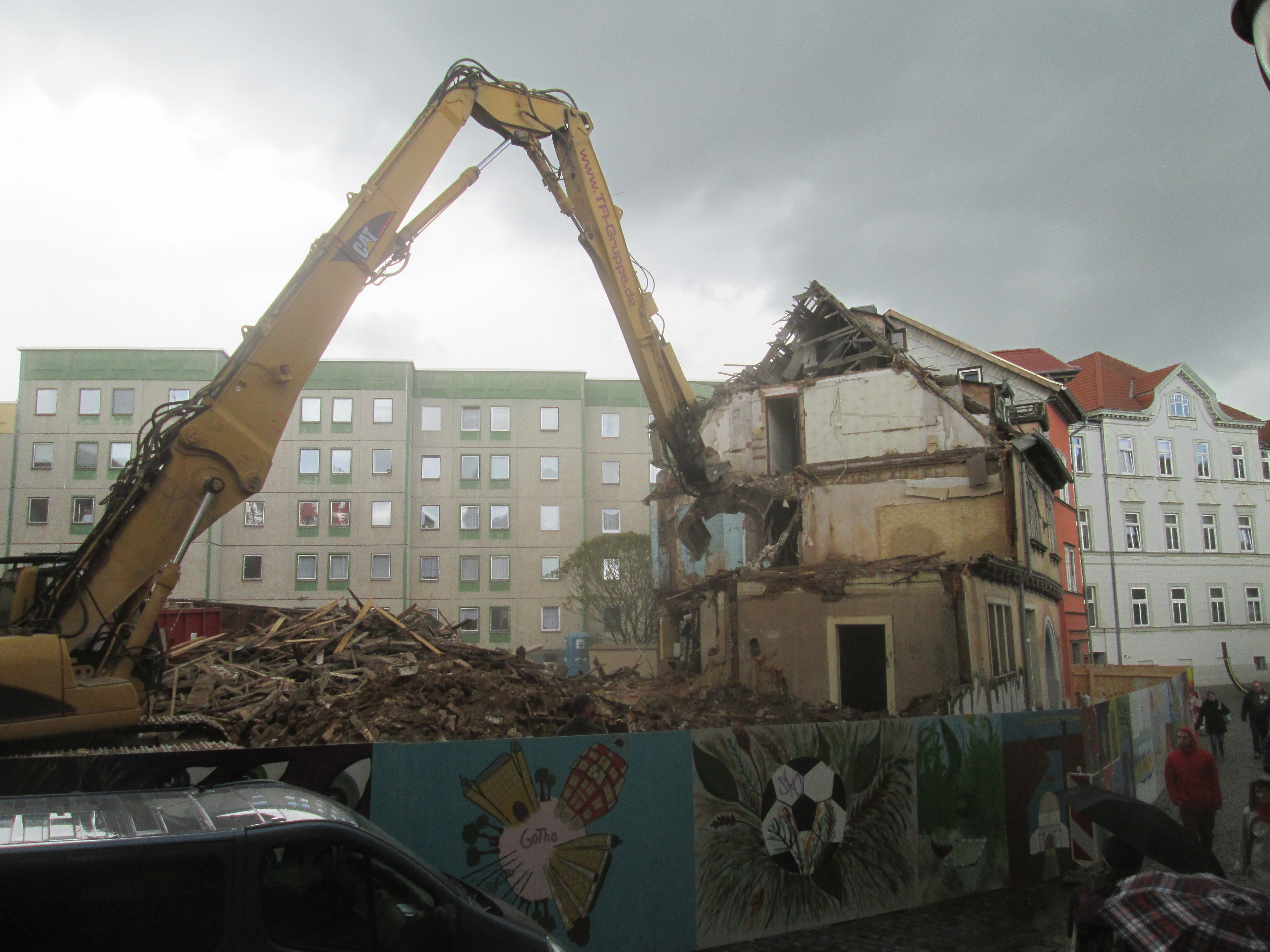
Das Gebäude während des Abrisses

Brühl 13–15 war ein historisches Wohnhaus von 1622 in der Straße Brühl in Gotha, Thüringen. Durch seine städtebauliche Lage prägte es den nordwestlichen Zugang zur Altstadt und stand seit 1988 unter Denkmalschutz.

## Geschichte und Bausubstanz
Das Haus wurde nach einer dendrochronologischen Untersuchung der Bauhistoriker Thomas Schulze und Udo Hopf im Jahre 1622 erbaut. Es handelte sich um einen zweigeschossigen traufständigen Renaissancebau mit seitlicher Durchfahrt im steinernen Erdgeschoss und einem vorkragenden Fachwerkstockwerk darüber. Die Schwellen und Füllhölzern waren zeittypisch u. a. mit Schiffskehlen verziert. Die Fenster waren in Zweier- und Dreiergruppen gekoppelt.
Mitte des 19. Jahrhunderts wurden sie erneuert und mit klassizistischen Bekleidungen versehen. Gleichzeitig wurde das Fachwerk – bis auf das Gebälk – verputzt. Um 1910 wurde das Haus nochmals durchgreifend umgebaut und durch einen Treppenhausanbau im Jugendstil erweitert. In der Denkmälerliste des Rats des Kreises Gotha vom 1. September 1988 wurde das Gebäude als Einzeldenkmal ausgewiesen.
2008 ließ die Stadt Gotha durch die Architektin Lolita Liening eine Sanierungsplanung erstellen, nach der in den Obergeschossen drei „großzügige moderne Wohnungen“ und eine Gewerbeeinheit im Erdgeschoss untergebracht werden sollte. Der Garten sollte nach Abriss der Nebengebäude als wohnungsnaher Freiraum und für Stellplätze genutzt werden. 2009 erwarb die Stadt Gotha das Objekt, setzte die Planung aber trotz Finanzierungsmöglichkeit aus dem Städtebauförderungsprogramm und Mieteinnahmen nicht um, sondern ließ das Gebäude weiter verfallen.
Am 30. August 2013 beauftragte die mit der Verwaltung beauftragte stadteigene Baugesellschaft Gotha GmbH ein Erfurter Bausachverständigenbüro mit einem erneuten Gutachten unter der Vorgabe: „Die Gebäude sind zum Abbruch vorgesehen!“. Positive Feststellungen zur damals noch zu 80 % intakten Bausubstanz und zu Sanierungsmöglichkeiten waren dabei nicht vorgesehen und wurden daher auch nicht getroffen.
Im November 2013 stellte Oberbürgermeister Knut Kreuch Planungen vor, beide Gebäude zusammen mit den ebenfalls denkmalgeschützten Gebäuden Brühl 9–11 abzubrechen und das Grundstück neu zu bebauen. Am 14. Mai 2014 wurde das Gebäude komplett abgerissen.